# Veselin Velikov
Veselin Velikov (Elena, 19 marzo 1977) è un allenatore di calcio ed ex calciatore bulgaro, di ruolo difensore, tecnico del Botev Vraca.